# Dell Hymes
Dell Hathaway Hymes (* 7. Juni 1927 in Portland, Oregon; † 13. November 2009 in Charlottesville, Virginia) war ein US-amerikanischer Linguist und Anthropologe.

## Leben
Hymes studierte zunächst bis 1950 bei David H. French. Vor dem Beginn des Koreakrieges war Hymes in Korea bei der Armee als Dekodierer tätig, wodurch sein Interesse an Linguistik entstand. 1955 wurde Hymes an der Indiana University mit einer Dissertation über die Sprache der Kathlamet promoviert. In seiner Arbeit bezog er sich auf Forschungsergebnisse von Franz Boas. Nach Tätigkeiten an der Harvard-Universität wechselte Hymes 1960 an die Berkeley-Universität und von dort nach fünf Jahren an die University of Pennsylvania. Gemeinsam mit John Gumperz entwickelte er die Methode der Ethnographie des Sprechens. Ab 1987 lehrte er als Professor an der University of Virginia, an der er emeritiert wurde. 1974 wurde Hymes in die American Academy of Arts and Sciences gewählt. 1991 wurde er korrespondierendes Mitglied der British Academy.

## Veröffentlichungen
- Pidginization and Creolization of Languages. Cambridge University Press 1971, ISBN 9780521078337
- Soziolinguistik. Zur Ethnographie der Kommunikation. Übersetzt von Florian Coulmas. Suhrkamp, Frankfurt am Main 1979, ISBN 3-518-07899-2